# 維爾德維森山
47°23′41″N 15°46′30″E / 47.394647°N 15.774951°E

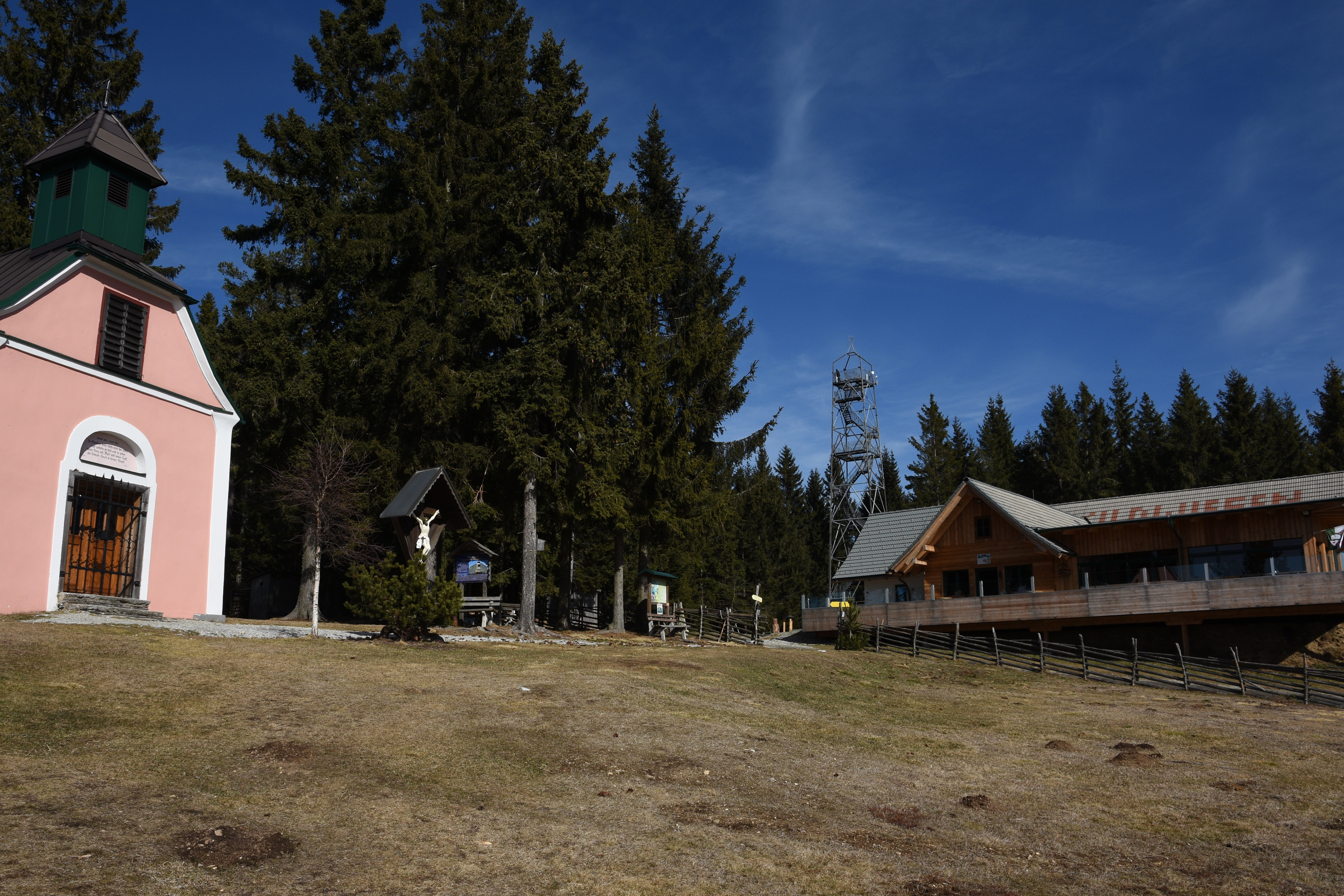

維爾德維森山（德語：Wildwiesen），是奧地利的山峰，位於該國東南部，由施泰爾馬克州負責管轄，屬於施蒂利亞州前阿爾卑斯山脈的一部分，海拔高度1,254米，每年平均降雨量1,475毫米。